# Regadrella decora
Regadrella decora är en svampdjursart som beskrevs av Schulze 1900. Regadrella decora ingår i släktet Regadrella och familjen Euplectellidae.
Artens utbredningsområde är havet utanför Indien. Inga underarter finns listade i Catalogue of Life.